# Associazione delle società europee di ricerca operativa
L'Associazione delle Società Europee di Ricerca Operativa (meglio nota come EURO) è un raggruppamento regionale all'interno della Federazione Internazionale delle Società Nazionali di Ricerca Operativa (IFORS) il cui scopo è quello di promuovere la ricerca operativa in Europa.
Fu fondata nel 1975.

EURO è una organizzazione no-profit con sede in Svizzera e governata da un consiglio formato dai rappresentanti delle società nazionali e da un comitato esecutivo.
Il comitato esecutivo consiste di un presidente, vari vice-presidenti, un segretario ed un tesoriere.

La maggior parte delle società nazionali che compongono EURO sono basate in Europa, anche se vi sono eccezioni come le società nazionali di Tunisia, Turchia e Sud Africa.

In particolare, l'Associazione italiana di ricerca operativa aderisce ad EURO.

## Attività
EURO pubblica riviste scientifiche e libri di ricerca operativa, organizza conferenze ed altri eventi scientifici internazionali, conferisce riconoscimenti e supporta gruppi di lavoro tematici.

### Pubblicazioni

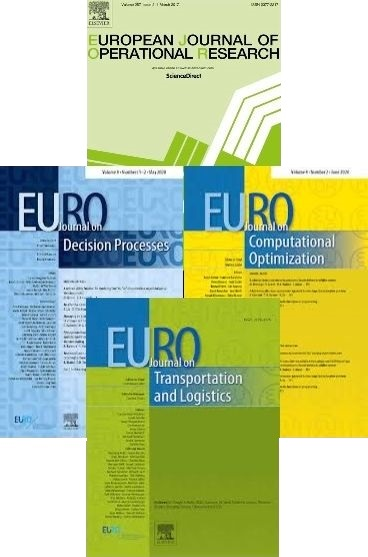
Riviste pubblicate da EURO

EURO pubblica quattro riviste su temi di ricerca operativa:
- European Journal of Operational Research[6]
- EURO Journal on Computational Optimization[7]
- EURO Journal on Decision Processes[8]
- EURO Journal on Transportation and Logistics[9]

Pubblica anche una collana di libri intitolata EURO Advanced Tutorials on Operational Research.

### Conferenze
EURO organizza o co-organizza alcune tra le principali conferenze di ricerca operativa a livello europeo e mondiale:
- Le conferenze EURO-k sono gli eventi più grandi organizzati da EURO, con una partecipazione superiore alle 2000 persone. Hanno luogo ogni anno, con l'eccezione degli anni in cui viene organizzata la conferenza mondiale di IFORS. Durante la conferenza hanno luogo presentazioni plenarie, semi-plenarie, tutoriali e di dibattito, oltre a centinaia di presentazioni di risultati scientifici. Durante le conferenze EURO-k avvengono anche i conferimenti dei riconoscimenti.[11]
- EURO Mini Conferences sono conferenze di dimensioni più ridotte e, solitamente, incentrate su un tema particolare. Richiamano un pubblico di specialisti e promuovono l'interazione tra accademici in una sotto-area circoscritta della ricerca operativa.[12]
- I seminari e le conferenze organizzati dai gruppi di lavoro e dai Forum di EURO, come ad esempio i seminari di EUROYoung (dedicato ai giovani ricercatori) e la conferenza VEROLOG (dedicata alla logistica).

### Onorificenze

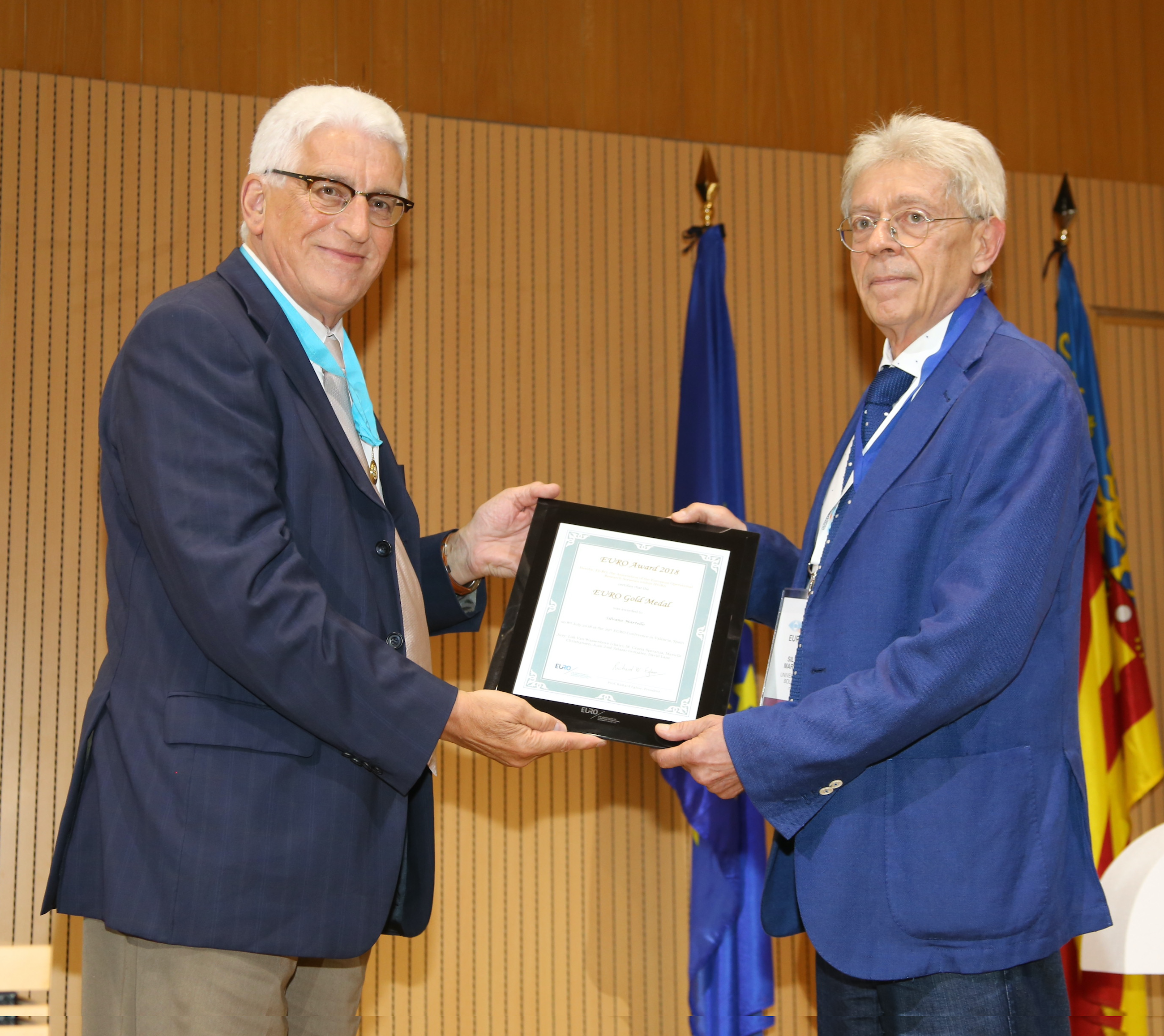
Silvano Martello (a destra) riceve la medaglia EURO Gold Medal da Luk Van Wassenhove (a sinistra).

EURO conferisce le seguenti onorificenze a persone o istituzioni che si siano distinte nello sviluppo, l'applicazione o la diffusione della ricerca operativa:
- EURO Gold Medal, che è la più alta onorificenza relativa alla ricerca operativa in Europa. Viene conferita a una persona, un gruppo o un'istituzione che abbia contribuito al massimo livello allo sviluppo della disciplina.[13]
- L'EURO Distinguished Service Award viene attribuito ad una persona che abbia contribuito significativamente alla crescita della stessa EURO e della ricerca operativa in Europa.[14]
- L'Excellence in Practice Award premia le applicazioni reali della ricerca operativa che abbiano ottenuto un grande impatto.[15]
- L'EURO Doctoral Dissertation Award viene conferito a giovani ricercatori che abbiano difeso la propria tesi di dottorato da non più di due anni, per i meriti scientifici della tesi stessa.[16]
- L'EURO Award for the Best EJOR Papers premia gli autori dei migliori articoli pubblicati sulla rivista scientifica European Journal of Operational Research.[17]
- Il premio OR for the Common Good viene attribuito alla migliore applicazione di tecniche di ricerche operativa nella vita reale, che abbia avuto il risultato di migliorare una comunità o il benessere sociale di un collettivo vulnerabile.[18]

### Gruppi di Lavoro eForum

Società nazionali aderenti ad EURO.

I gruppi di lavoro sono lo strumento principale di EURO per riunire ricercatori interessati in una comune sotto-area della ricerca operativa.
Ogni gruppo di lavoro organizza almeno un evento annuale, oltre a specifiche sessioni in conferenze sia di EURO che non, numeri speciali in riviste accademiche e seminari.
I Forum sono gruppi che non si focalizzano su una sotto-area scientifica, ma su temi trasversali.
Hanno il compito di fomentare l'interesse per la disciplina e di incrementare la partecipazione dei membri di EURO.
Vi sono quattro Forum attivi:
- WISDOM (Women in Society Doing Operations research and Management science, Donne nella Società che lavorano in Ricerca operativa e Scienze delle decisioni).
- EUROYoung, dedicato a giovani ricercatori.
- EURO Practicioners' Forum, dedicato alle applicazioni industriali della ricerca operativa.
- EURO Education Forum, focalizzato sulla docenza e la disseminazione della ricerca operativa.

## Collaborazioni internazionali
Oltre ad essere parte della Federazione Internazionale delle Società Nazionali di Ricerca Operativa (IFORS), EURO organizza eventi in collaborazione con altre società scientifiche continentali e nazionali.
Ad esempio, co-organizza le conferenze EURO/ALIO (se hanno luogo in Europa) ed ALIO/EURO (se hanno luogo in America Latina), organizzate in collaborazione con l'Associazione Latino- ed Ibero-americana di Ricerca Operativa.
Ha anche organizzato conferenze EURO/ORSC ed ORSC/EURO con la società di ricerca operativa della Cina.

## Presidenti di EURO
4 Presidenti
     3 Presidenti
     2 Presidenti
     1 Presidente

Nazionalità dei presidenti di EURO
4 Presidenti
3 Presidenti
2 Presidenti
1 Presidente

- 1975-1978 - Hans-Jürgen Zimmermann
- 1979-1980 - Birger Rapp
- 1981-1982 - Rolfe Tomlinson
- 1983-1984 - Jean-Pierre Brans
- 1985-1986 - Bernard Roy
- 1987-1988 - Dominique de Werra
- 1989-1990 - Jakob Krarup
- 1991-1992 - Jaap Spronk
- 1993-1994 - Maurice Shutler
- 1995-1996 - Paolo Toth
- 1997-1998 - Jan Węglarz
- 1999-2000 - Christoph Schneeweiß
- 2001-2002 - Philippe Vincke
- 2003-2004 - Laureano Escudero
- 2005-2006 - Alexis Tsoukiàs
- 2007-2008 - Martine Labbé
- 2009-2010 - Valerie Belton
- 2011-2012 - Maria Grazia Speranza
- 2013-2014 - Gerhard Wäscher
- 2015-2016 - Elena Fernández
- 2017-2018 - Richard Eglese
- 2019-2020 - Immanuel Bomze
- 2021-2022 - Marc Sevaux
- 2023-2024 - Anita Schöbel
- 2025-2026 - Frits Spieksma